# Pi Arae
Pi Arae (π Ara, π Arae) é uma estrela na constelação de Ara. Com uma magnitude aparente de 5,25, é visível a olho nu em boas condições de visualização. Medições de paralaxe mostram que está a uma distância de aproximadamente 145 anos-luz (44,6 parsecs) da Terra, com uma margem de erro de 2 anos-luz. Seu espectro corresponde a uma classificação estelar de A5 IV-V, o que significa que é uma estrela de classe A que apresenta características de uma estrela da sequência principal e subgigante. Tem uma idade estimada de 170 milhões de anos. Apresenta um excesso de emissão de radiação infravermelha, o que pode ser explicado por um disco de poeira circunstelar.